# Desktop Management Interface
A Desktop Management Interface (DMI), em português Interface de Gerenciamento de Área de Trabalho, gera um framework padrão para gerenciamento e rastreamento de componentes em um computador desktop, notebook ou servidor, por meio da abstração de seus componentes do software que os gerencia. O desenvolvimento do DMI marcou o primeiro movimento pelo Distributed Management Task Force (DMTF) nos padrões de gerenciamento de desktop. Antes da introdução do DMI, nenhuma fonte padronizada de informações poderia fornecer detalhes sobre os componentes de um computador pessoal.
Devido ao rápido desenvolvimento de tecnologias do DMTF, como Common Information Model (CIM), o DMTF definiu um processo de "Fim de Vida" para o DMI, que terminou em 31 de março de 2005.
A partir de 1999, a Microsoft exigiu que os fabricantes OEMs e de BIOS suportassem a interface/conjunto de dados do DMI para que obtivessem a certificação da Microsoft.